# 呂旋法

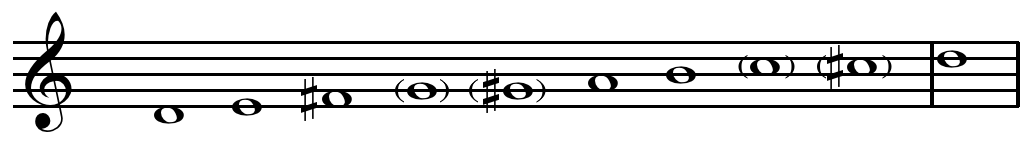
呂旋法

呂旋法（りょせんぽう）は、日本の旋法の一つである。

## 概要
宮、商、呂角、律角、徴、羽および律嬰羽の7音であり、角が宮より4律上にあるのがその特徴である。
雅楽では、この旋法の曲はきわめてまれで、壱越調、双調、太食調、沙陀調、水調などがこれに属するが、その大半は中国の商調（宮、商、角、嬰角、徴、羽および嬰羽からなる）で、ただし、宮調（宮、商、角、変徴、徴、羽および変宮からなる）、徴調（宮、商、角、嬰角、徴、羽および変宮からなる）もある。つまり、日本雅楽の呂旋法は、商調において起止音を宮音と定めたものであるといえる。いいかえれば、宮、商、角、徴、羽に、嬰角および嬰羽をふくむものである。
各調の呂旋法を示せば、
- 呂旋法 - 宮、○、嬰羽、羽、○、徴、○、嬰角、角、○、商、○、宮
- 壱越調 - 壱越、○、神仙、盤渉、○、黄鐘、○、双調、下無、○、平調、○、壱越
- 双調 -双調、○、勝絶、平調、○、壱越、○、神仙、盤渉、○、黄鐘、○、双調
- 太食調 - 平調、○、壱越、上無、○、盤渉、○、黄鐘、鳧鐘、○、下無、○、平調